# 叱石寺大雄宝殿
叱石寺大雄宝殿，位于中国广东省江门市蓬江区杜阮镇的圭峰山北麓。2003年，列为江门市文物保护单位。
叱石寺大雄宝殿建于清朝雍正年间，乾隆四十二年（1777年）重修。相传，当时本地一秀才，名唤岩叟翁，曾隐居叱石，认为此地为风水宝地，因而发起建造了叱石寺大雄宝殿。